# Horace Bonser
Horace Robert Bonser (ur. 15 czerwca 1886 w Cincinnati, zm. 7 czerwca 1934 tamże) – amerykański strzelec, mistrz olimpijski.
Był czołowym zawodnikiem w strzelaniu do rzutków w południowym Ohio. Przez całe życie mieszkał w Cincinnati.
Bonser uczestniczył w Letnich Igrzyskach Olimpijskich 1920 w dwóch konkurencjach. W zawodach indywidualnych w trapie uplasował się na 5. miejscu. W zmaganiach drużynowych Amerykanie zostali złotymi medalistami, a Bonser uzyskał trzeci wynik w zespole (skład reprezentacji: Mark Arie, Horace Bonser, Jay Clark, Forest McNeir, Frank Troeh, Frank Wright).

## Wyniki

### Igrzyska olimpijskie
| Igrzyska | Konkurencja     | Wynik                           | Miejsce | Źródło |
| -------- | --------------- | ------------------------------- | ------- | ------ |
| IO 1920  | Trap            | 87 pkt.                         | 5       | [ 1 ]  |
| IO 1920  | Trap, drużynowo | 547 pkt. (druż.) 93 pkt. (ind.) |         | [ 2 ]  |